# کارشناسی رشته روزنامه‌نگاری
مدرک کارشناسی رشته روزنامه‌نگاری مدرکی است که در برخی از دانشگاه‌ها به دانشجویانی که در رشته روزنامه‌نگاری در یک دوره سه تا چهارساله تحصیل کرده‌اند، اعطا می‌شود. در ایالات متحده، برخی از مدارس به جای مدرک لیسانس هنر، مدرک کارشناسی روزنامه‌نگاری و ارتباطات جمعی را اعطا می‌کنند. این دوره کارشناسی برای آموزش و تربیت کارشناسان تولید محتوا، متخصصان و مدیران روابط‌عمومی، خبرنگاران، گزارشگران و سایر کارشناسان رسانه‌ای فعال در رادیو، تلویزیون، اینترنت و روزنامه (آنلاین یا چاپی) نیز ارائه می‌شود. لیسانس روزنامه‌نگاری که یکی از شاخه‌های مهم علوم ارتباطات است، دانش اساسی در نوشتن مقالات حرفه‌ای به منظور چاپ و انتشار آنلاین را فراهم می‌کند.

## دانشکده‌های روزنامه‌نگاری
آسیا
- دانشکده روزنامه‌نگاری دهلی[۳]
- دانشگاه رنمین چین
- دانشکده روزنامه‌نگاری UST
- دانشگاه فیلیپین کالج ارتباطات جمعی
- دانشگاه ملی روزنامه‌نگاری و ارتباطات ماخانلال چاتورودی، بوپال، هند
- کالج هنر و بازرگانی دهلی، دانشگاه دهلی، هند
- مؤسسه ارتباطات جمعی هند، دهلی، هند
- کالج کریست ناگار، تریواندروم، کرالا[۴]
- دانشکده روزنامه‌نگاری و ارتباطات جمعی دانشگاه ثمثات، تایلند
- دانشگاه باپتیست هنگ کنگ
- دانشگاه هنگ کنگ
- دانشگاه چینی هنگ کنگ
- دانشگاه شو یان هنگ کنگ
- کالج آموزش عالی چوهای
- کالج مدیریت هانگ سنگ
- دانشگاه پکن
- مؤسسه بین‌المللی مدیریت رسانه و فناوری اطلاعات (IIMMI)[۵]
- مؤسسه مدیریت و ارتباطات میراث، دهلی نو، هند
- مؤسسه ملی ارتباطات جمعی، دهلی نو، هند

استرالیا
- مؤسسه سلطنتی فناوری ملبورن، ملبورن
- دانشگاه کانبرا
- دانشگاه چارلز استورت، بثرست، نیو ساوت ولز
- دانشگاه باند، ساحل طلا
- دانشگاه گریفیث، ساحل طلا
- دانشگاه جیمز کوک، تاونزویل
- دانشگاه لا تروب، ملبورن
- دانشگاه فناوری کوئینزلند، بریسبن
- دانشگاه کوئینزلند
- دانشگاه سان‌شاین کوست
- دانشگاه ولونگونگ

کانادا
- دانشگاه کنکوردیا، مونترال
- دانشگاه کارلتون، اتاوا
- دانشگاه پلی تکنیک کوانتلن، سوری، بریتیش کلمبیا
- دانشگاه متروپولیتن تورنتو، تورنتو
- دانشگاه تامپسون ریورز، کملوپس
- دانشگاه کینگز کالج، هالیفاکس
- دانشگاه مانت رویال، کلگری

آفریقای جنوبی
- دانشگاه پرتوریا، پرتوریا
- دانشگاه رودز
- دانشگاه استلنبوش

ایالات متحده
- دانشگاه ایالتی آریزونا مدرسه روزنامه‌نگاری و ارتباطات جمعی والتر کرونکایت
- دانشگاه دریک دانشکده روزنامه‌نگاری و ارتباطات جمعی
- دانشگاه ایالتی کنسو دانشکده ارتباطات و رسانه
- دانشگاه تمپل کالج رسانه و ارتباطات کلاین
- دانشگاه نورث وسترن مدرسه روزنامه‌نگاری مدیل
- دانشگاه نیویورک مؤسسه روزنامه‌نگاری آرتور ال. کارتر
- دانشگاه مریلند کالج روزنامه‌نگاری فیلیپ مریل
- دانشگاه اوهایو E.W. دانشکده روزنامه‌نگاری اسکریپس
- دانشگاه کلرادو در بولدر
- دانشگاه کلمبیا دانشگاه فارغ‌التحصیل روزنامه‌نگاری
- دانشگاه فلوریدا دانشگاه روزنامه‌نگاری و ارتباطات
- دانشگاه بین‌المللی فلوریدا مدرسه روزنامه‌نگاری و ارتباطات جمعی
- دانشگاه جورجیا کالج روزنامه‌نگاری و ارتباطات جمعی
- دانشگاه کانزاس ویلیام آلن وایت دانشکده روزنامه‌نگاری و ارتباطات جمعی
- دانشگاه میسوری مدرسه روزنامه‌نگاری
- دانشگاه مینه‌سوتا دانشگاه مینه‌سوتا دانشکده روزنامه‌نگاری و ارتباطات جمعی
- دانشگاه مونتانا مدرسه روزنامه‌نگاری
- دانشگاه نبراسکا-لینکلن
- دانشگاه کارولینای شمالی در چپل هیل مدرسه روزنامه‌نگاری و ارتباطات جمعی
- دانشگاه تگزاس در آستین
- دانشگاه ویرجینیای غربی مدرسه روزنامه‌نگاری پرلی آیزاک رید
- دانشگاه ایندیانا
- دانشگاه ایالتی کالیفرنیا در نورتریج
- دانشگاه تگزاس شمالی مدرسه روزنامه‌نگاری میبورن
- دانشکده روزنامه‌نگاری دانشگاه مونتانا
- دانشگاه می‌سی‌سی‌پی دانشکده روزنامه‌نگاری و رسانه‌های جدید
- دانشگاه کارولینای جنوبی